# گرازماهی عینکی
گرازماهی عینکی گونه‌ای گرازماهی کمیاب است که در آب‌های جنوبگان و جنوب آمریکای جنوبی زندگی می‌کند. نام «عینکی» به آن دلیل به این جانور گفته می‌شود که دور چشم‌هایش را حلقه‌ای سیاه و ضخیم پوشانده که به همراه حلقه سفید نازک بیرونی، الگویی همانند عینک ایجاد می‌کند. به خاطر اندازه بدن و رنگ‌آمیزی ویژه آن، تشخیص این گونه از دیگر آب‌بازسانان بسیار ساده است.

## توصیف ظاهری

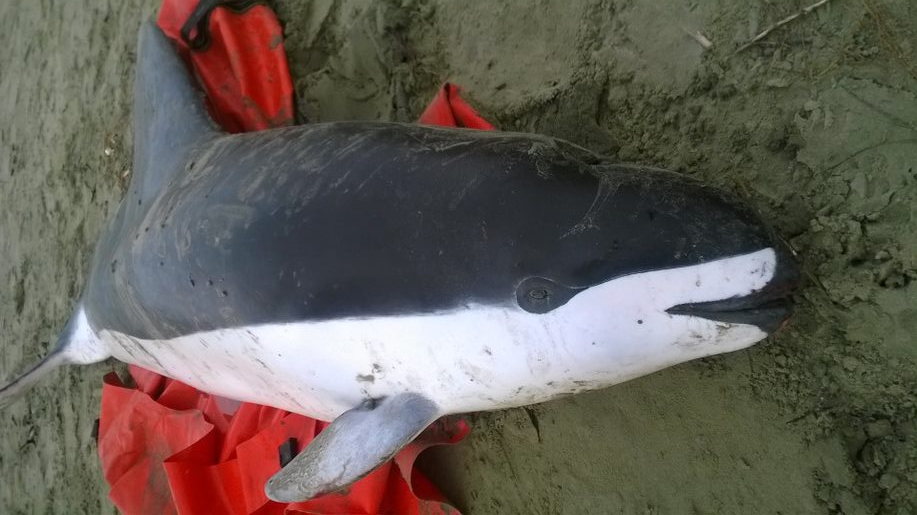
تصویری از گرازماهی عینکی

گرازماهی عینکی سری کوچک دارد و فاقد نوک است. این گرازماهی الگوی رنگ‌آمیزی مشخصی بر بدن خود دارد که آن را از دیگر آب‌بازسانان متمایز می‌کند. کل بخش بالایی بدن سیاه است و بخش زیرین به رنگ مطلق سفید. این دو بخش توسط خطی صاف در پهلو که از سر آغاز می‌شود و در نزدیکی دم شکل انحنایی به خود می‌گیرد، جدا می‌شوند. رنگ دور چشم این گرازماهی سیاه است که حلقه‌ای سفید آن را در بر می‌گیرد.
این جانور باله پشتی بسیار بزرگ و دایره‌شکل است. مانند دیگر گرازماهیان، گرازماهی عینکی دندان‌هایی بیل‌شکل دارد، شکلی بر خلاف دندان دلفین‌ها که مخروطی است. بچه‌های تازه به دنیا آمده طولی میان ۵۰ سانتی‌متر تا ۱ متر دارند. طول گرازماهیان عینکی بالغ ۱٫۲۴ تا ۲٫۳ متر است با وزنی میان ۹۰ تا ۱۱۵ کیلوگرم.

## گستره و جمعیت
گرازماهی عینکی در آب‌های سرد (۱۰-۵ درجه سانتی‌گراد) اطراف قطب جنوب و نیز کرانه‌های اطلسی آمریکای جنوبی زندگی می‌کند. این جانور همچنین در آب‌های برزیل، جزایر فالکلند، جزایر جرجیای جنوبی در اقیانوس اطلس و جزایر کرگولن، جزیره هرد، استرالیا، زلاندنو در اقیانوس هند یافت می‌شود. تخمینی از جمعیت جهانی این گونه در دسترس نیست.